# Éditions Fonfon
 (juin 2023).
 (juin 2023).
La mise en forme du texte ne suit pas les recommandations de Wikipédia : il faut le « wikifier ».
Les points d'amélioration suivants sont les cas les plus fréquents. Le détail des points à revoir est peut-être précisé sur la page de discussion.
- Les titres sont pré-formatés par le logiciel. Ils ne sont ni en capitales, ni en gras.
- Le texte ne doit pas être écrit en capitales (les noms de famille non plus), ni en gras, ni en italique, ni en « petit »…
- Le gras n'est utilisé que pour surligner le titre de l'article dans l'introduction, une seule fois.
- L'italique est rarement utilisé : mots en langue étrangère, titres d'œuvres, noms de bateaux, etc.
- Les citations ne sont pas en italique mais en corps de texte normal. Elles sont entourées par des guillemets français : « et ».
- Les listes à puces sont à éviter, des paragraphes rédigés étant largement préférés. Les tableaux sont à réserver à la présentation de données structurées (résultats, etc.).
- Les appels de note de bas de page (petits chiffres en exposant, introduits par l'outil «  Source ») sont à placer entre la fin de phrase et le point final[comme ça].
- Les liens internes (vers d'autres articles de Wikipédia) sont à choisir avec parcimonie. Créez des liens vers des articles approfondissant le sujet. Les termes génériques sans rapport avec le sujet sont à éviter, ainsi que les répétitions de liens vers un même terme.
- Les liens externes sont à placer uniquement dans une section « Liens externes », à la fin de l'article. Ces liens sont à choisir avec parcimonie suivant les règles définies. Si un lien sert de source à l'article, son insertion dans le texte est à faire par les notes de bas de page.
- La présentation des références doit suivre les conventions bibliographiques. Il est recommandé d'utiliser les modèles {{Ouvrage}}, {{Chapitre}}, {{Article}}, {{Lien web}} et/ou {{Bibliographie}}. Le mode d'édition visuel peut mettre en forme automatiquement les références.
- Insérer une infobox (cadre d'informations à droite) n'est pas obligatoire pour parachever la mise en page.

Pour une aide détaillée, merci de consulter Aide:Wikification.
Si vous pensez que ces points ont été résolus, vous pouvez retirer ce bandeau et améliorer la mise en forme d'un autre article.
Fonfon est une maison d’édition québécoise de livres jeunesse destinés aux enfants de 4 à 10 ans. Fondée en 2010, elle est une section jeunesse des Éditions André Fontaine. Elle est dirigée par Véronique Fontaine depuis 2013.

## Histoire
En 2003, André Fontaine crée les Éditions André Fontaine, spécialisées dans des manuels de techniques policières, afin de remédier au manque d’ouvrages dans ce domaine professionnel.
André Fontaine décède subitement en 2007. Sa maison d’édition est prise en charge peu de temps après par ses filles.
L'une d'elles, Valérie, écrit une lettre destinée à son fils, né la veille de la mort d’André Fontaine. Elle y raconte des anecdotes pour que celui-ci puisse connaître son grand-père.
Une fois l’écriture terminée, Valérie et Véronique Fontaine décident de faire de cette lettre un livre illustré destiné aux membres de leur famille en utilisant la structure des Éditions André Fontaine. Elles se mettent ainsi à chercher une illustratrice. Ninon Pelletier, rencontrée au Salon du livre de Montréal, est touchée par la lettre et donne son accord pour illustrer le texte de Valérie Fontaine.
Sous l’expertise éditoriale de Diane Primeau, Toujours près de toi, ton album de partage sur le deuil est publié en mars 2010. Valérie et Véronique Fontaine profitent de cette première publication pour créer un volet jeunesse aux Éditions André Fontaine. Cette section jeunesse est dénommée « Fonfon », en hommage au surnom de leur père quand il était enfant.
Les Éditions Fonfon offrent maintenant des ressources pédagogiques numériques, l'adaptation de livres en format numérique interactif et une plateforme web de création d'histoires, L'Atelier de création Fonfon, lauréat du Bologna Ragazzi Cross Media Award dans la catégorie Digital Collections.

## Collections
« Histoires de vivre » est la première collection des Éditions Fonfon, lancée par la publication de Toujours près de toi, ton album de partage sur le deuil, en mars 2010. « Histoires de rire » traite de thèmes légers et drôles, tandis que « Histoires de lire » est une collection pour les apprentis lecteurs, qui présente des histoires courtes dont l’auteur est le héros. Enfin, « Courtepointe » contient des coups de cœur et des formats originaux.

## Prix et honneurs
| Grand Prix du livre audio et du prix du public - 2023 : Ma maison-tête ; Finaliste Bologna Ragazzi Cross Media Award - 2023 : L’Atelier de création Fonfon ; Lauréat, catégorie digital collections Prix Numix - 2023 : Finaliste, catégorie Web et jeu - Production web - Jeunesse et famille Prix du Gouverneur général - 2019 : Laurent c’est moi ! ; Finaliste catégorie littérature jeunesse, livres illustrés - 2020 : Pet et Répète, la véritable histoire ; Lauréat catégorie littérature jeunesse, livres illustrés - 2021 : Ma maison-tête ; Finaliste catégorie littérature jeunesse, livres illustrés - 2022 : Un rhume de cheval ; Finaliste catégorie littérature jeunesse, livres illustrés Prix des libraires du Québec - 2020 : Anatole qui ne séchait jamais ; Finaliste - 2020 : Simone sous les ronces ; Lauréat catégorie jeunesse 0-5 ans - 2022 : La soupe aux allumettes ; Lauréat catégorie jeunesse 6-11 ans Prix jeunesse des bibliothèques de Montréal - 2019 : Anatole qui ne séchait jamais ; Finaliste - 2020 : Simone sous les ronces ; Finaliste catégorie jeunesse 6-11 ans Prix TD de littérature canadienne pour l’enfance et la jeunesse - 2019 : Anatole qui ne séchait jamais ; Lauréat et Choix du public pour une œuvre de littérature jeunesse, en collaboration avec le Prix TD et Radio-Canada - 2021 : Ma maison-tête ; Lauréat Prix Harry Black de l’album jeunesse - 2019 : Anatole qui ne séchait jamais ; Finaliste - 2019 : On a un problème avec Lilou la loutre ; Finaliste - 2020 : Laurent c’est moi ! ; Finaliste - 2021 : Ma maison-tête ; Lauréat | Prix Elizabeth Mrazik-Cleaver, Best Canadian Picture Book Award - 2019 : Laurent c’est moi ! ; Finaliste Prix Cécile-Gagnon - 2017 : Des roches plein les poches ; Lauréat - 2019 : On a un problème avec Lilou la loutre ; Lauréat Prix Illustration Jeunesse du Salon du livre de Trois-Rivières - 2012 : Thomas, Prince professionnel ; Mention spéciale pour les illustrations - 2015 : Monsieur Tralalère ; Lauréat catégorie album - 2017 : Des roches plein les poches ; Lauréat catégorie album - 2018 : Anatole qui ne séchait jamais ; Mention spéciale pour les illustrations Prix littéraire des enseignants AQPF-ANEL - 2014: Les combats de Ti-Cœur ; Lauréat catégorie album Prix Peuplier - 2014 : Les chasseurs de trésor ; Finaliste catégorie album pour les petits - 2015 : Meuh où est Gertrude ; Finaliste catégorie album pour les petits - 2018 : Des roches plein les poches ; Finaliste catégorie album pour les petits - 2019 : Ma tête en l’air ; Finaliste catégorie album pour les petits Prix Mélèze - 2020 : Anatole qui ne séchait jamais ; Finaliste - 2021 : Pet et Répète, la véritable histoire ; Finaliste |